# Mosaki-Stara Wieś
Mosaki-Stara Wieś – wieś w Polsce położona w województwie mazowieckim, w powiecie przasnyskim, w gminie Krasne. Ma status sołectwa.
W skład sołectwa Mosaki-Stara Wieś wchodzą także Godacze i Iłówko.
| SIMC    | Nazwa   | Rodzaj    |
| ------- | ------- | --------- |
| 0117469 | Godacze | część wsi |
| 0117475 | Iłówko  | część wsi |

W latach 1975–1998 miejscowość administracyjnie należała do województwa ciechanowskiego.